# (2368) Бельтровата
(2368) Бельтровата (лат. Beltrovata) — небольшой околоземный астероид из группы Амура (II), который был открыт 4 сентября 1977 года швейцарским астрономом Паулем Вильдом в обсерватории Циммервальда и назван шутливым прозвищем, данным швейцарским писателем Готфридом Келлером своему другу Betty Tendering, которое представляет собой игру слов от итальянского выражения «Bella Trovata» или «Beltrovata».

Орбита астероида Бельтровата и его положение в Солнечной системе
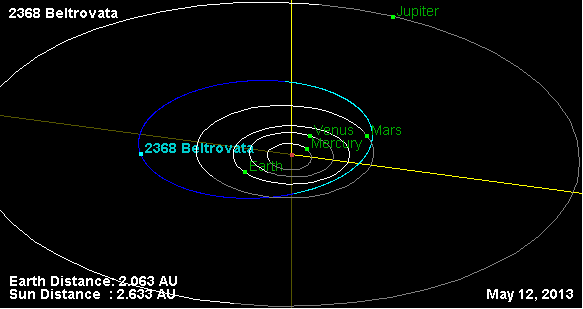
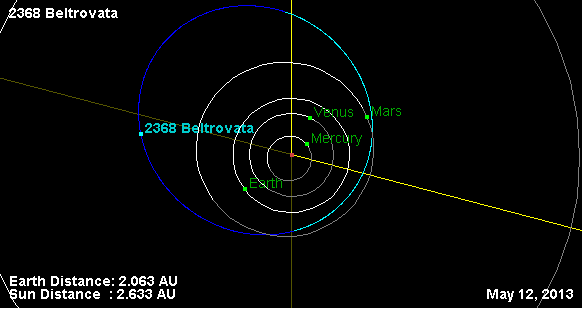